# Primærrute 9
Die Primærrute 9, auch einfach nur Rute 9 genannt, ist eine Hauptstraße in Dänemark, die quer über die Inseln Fyn (deutsch ‚Fünen‘), Tåsinge, Langeland und Lolland verläuft.
Der Abschnitt auf der Insel Fyn ist 64 km lang und führt von der Kreuzung zwischen Ørbækvej und Munkerisvej in den Osten von Odense und von dort als Autobahn über Ringe nach Kværndrup und Svendborg N. Nach Verlassen des Svendborger Stadtgebietes ist die Rute 9 als Fernstraße ausgeführt und läuft über Tåsinge nach Langeland, wo sie bei Rudkøbing zur Autostraße wird, die den Fährhafen in Spodsbjerg führt. Auf Lolland setzt sich die Rute von Tårs nach Maribo fort, wo sie gemeinsam mit dem Sydmotorvejen E 47 (deutsch ‚Südautobahn‘) nach Sakskøbing führt, von wo aus die Primærute 9 als Landstraße weiter nach Nykøbing Falster verläuft. Dort überquert sie auf der Kong Frederik d. IX’s Bro den Guldborgsund und endet an der E 55. Der Abschnitt auf der Insel Lolland ist 60 Kilometer lang.
Der Abschnitt auf der Insel Fyn wird seit 2006 als Svendborgmotorvejen (deutsch ‚Svendborg-Autobahn‘) geführt.

## Verlauf

### Fyn – Langeland
Die Primærrute 9 hat ihren Ausgangspunkt im Osten von Odense, wo auch die Sekundærrute 160 beginnt, die jedoch in Richtung (Nord-)Osten nach Nyborg führt. Dieser Ausgangspunkt ist die Kreuzung auf dem Ring 2 zwischen Ørbækvej und Munkerisvej. Die Rute 9 führt nach Südosten die Ørbækvej entlang durch die Stadtteile Neder Holluf und Tornbjerg. Danach erreicht die Straße einen Kreisverkehr, der Anschluss an den Ring 3 nach Nordosten und an die Sekundærrute 301 nach Ørbæk im Südosten bietet. Die Primærrute 9 läuft weiter nach Südsüdwest als Svendborgmotorvejen.
Unmittelbar nach dem Beginn des Svendborgmotorvejen kreuzt dieser den Fynske Motorvej (E 20, deutsch ‚Fünen-Autobahn‘) im Autobahnkreuz Odense, das als vollständiges Kleeblattdesign ausgebaut ist. Die Straße folgt weiter dem Svendborgmotorvejen über ihre ganze Länge bis Svendborg. Unterwegs trifft sie bei Årslev auf die Primærrute 43 nach Faaborg, bei Ringe auf die Sekundærrute 323 nach Assens bzw. Ørbæk, bei Kværndrup auf die Primærrute 8 nach Faaborg bzw. Nyborg und kurz vor Svendborg auf die Primærrute 44 nach Faaborg bzw. die Sekundærrute 163 nach Nyborg. Außerdem windet sich die Sekundærrute 167 über die gesamte Länge der Autobahn um diese herum: Über weite Strecken folgt sie den Landstraßen, die vor der Eröffnung der Autobahn die Primærrute 9 gebildet haben.
Nach dem Ende des Ausbaus als Autobahn setzt sich die Rute 9 in den nordwestlichen Bezirken von Svendborg als Sundbrovej (deutsch ‚Sundbrückenstraße‘), eine hochklassige, durchgehend mit niveaufreien Kreuzungen ausgebaute Landstraße, bis hin zur Svendborgsundbroen fort. Nach der Querung des Svendborgsundes läuft die Straße weiter als Sundbrovej quer über die Insel Tåsinge und über den Siødæmningen (deutsch ‚Siø-Damm‘), die Insel Siø und die Langelandsbroen nach Rudkøbing auf der Insel Langeland. Sie berührt allerdings Rudkøbing nicht, sondern läuft unmittelbar nördlich an der Stadt vorbei. Östlich der Stadt läuft die Primærrute 9 mit der Sekundærrute 305 zusammen, die durch den südlichen Teil Langelands nach Bagenkop führt. Die beiden Straßen laufen zirka 1600 m gemeinsam, dann zweigt die Sekundærrute 305 nach Norden in Richtung Lohals an der Nordspitze der Insel ab. Die Rute 9 läuft von dort aus als Kraftfahrzeugstraße weiter nach Osten zum Fährhafen von Spodsbjerg, von wo aus die Autofähre nach Tårs auf Lolland übersetzt, wo auch die Primærrute 9 weiter nach Osten geht.

### Lolland – Falster
Auf Lolland setzt sich die Primærrute 9 vom Fährhafen in Tårs als Kraftfahrzeugstraße Spodsbjergvej in ostsüdöstlicher Richtung fort und führt nördlich an Nakskov vorbei. Unterwegs kreuzt sie die Sekundærrute 289, der nördlich nach Horslunde führt und südlich nach Nakskov hinein. Die Kraftfahrzeugstraße endet kurz vor Halsted, um als konventionelle Landstraße Maribovej nach Osten weiterzulaufen.
Die Sekundærrute 275 beginnt an der Rute 9 zwischen Halsted und Stokkemarke und führt nach Süden über Søllested nach Rødbyhavn. In der Nähe von Stokkemarke ändert die Primærrute 9 ihren Namen in Vestre Landevej. Hinter Stokkemarke schwenkt die Landstraße nach Südost. Bei Sørup beginnt hier die Sekundærrute 291. Diese führt nach Westen über Søllested nach Nakskov.
Vor Maribo läuft die Primærrute 9 ab der Auffahrt Nummer 48 Maribo mit dem Sydmotorvejen (deutsch ‚Südautobahn‘) nach Osten. Dieser Abschnitt ist ein Teil der Europastraße 47 (E47). Die Rute 9 verlässt die Autobahn wieder an der Ausfahrt Nummer 46, Sakskøbing. In westlicher Richtung läuft die Primærrute 9 dabei ca. 750 m mit der Sekundærrute 153 gemeinsam vom Nykøbingvej bis zu Auffahrt auf die Autobahn. Als Nykøbingvej läuft die Rute 153 in nordöstlicher Richtung nach Guldborg, und als Stadionvej in westlicher Richtung nach Våbensted.
Die Rute 9 verläuft von hier aus in südöstlicher Richtung als Nykøbingvej. An der Kommunengrenze zwischen der Lolland und der Guldborgsund Kommune wechselt der Name der Rute auf Sakskøbingvej. Sie führt dann außerhalb von Toreby vorbei und läuft nach Osten auf die Kong Frederik d. IX’s Bro zu. Südlich von Sundby, über die Brücke hinweg und in Nykøbing Falster heißt die Primærrute 9 Brovejen (deutsch ‚Brückenstraße‘). Auf Falster schwenkt die Straße nach Nordnordost auf ihren Endpunkt an der Europastraße 55 beim Bahnhof von Nykøbing F zu.

## Ausblick
Die Svendborg Kommune und die Langeland Kommune haben einen gemeinsamen Vorschlag erarbeitet, nach dem die Rute zwischen dem Svendborgmotorvejen in Svendborg und dem Sydmotorvejen auf Lolland ausgebaut werden soll. Die Erweiterung der Primærrute und die Einsetzung einer Schnellfähre zwischen Spodsbjerg und Tårs soll es erleichtern, von Süd-Fyn nach Deutschland zu kommen. Im Oktober 2009 wurde verabredet, eine Voruntersuchung bezüglich der Perspektiven des Vorschlages zu beginnen.
Die Voruntersuchung wird vom Vejdirektoratet, der obersten Dänischen Straßenbaubehörde, durchgeführt und soll im Jahr 2011 abgeschlossen werden.
Außerdem plant das Vejdirektorat Syddanmark den Umbau der Kreuzung der Rute 9 mit Bjernemarksvej und Eskærvej in Vindeby. Das Budget für den Umbau beträgt 5,2 Mio. Dänische Kronen.
Der Folketing, das dänische Parlament, hat beschlossen, dass die E 55 durch eine Umgehungsstraße östlich um Nykøbing Falster herumgeführt werden soll. Das 222 Mio. Kronen teure Projekt soll im Jahre 2014 dem Verkehr übergeben werden. Mit der Eröffnung wird sich wahrscheinlich die Rute 9 nach Osten um denjenigen Teil des Zuganges zur Umgehungsstraße verlängern, der heute noch Bestandteil der E 55 ist.